# 루셀리아 산투스
루셀리아 산투스(Lucélia Santos, 1957년 5월 20일 ~ )는 브라질의 배우, 영화 감독, 영화 제작자이다.

## 출연 작품
- 룰라, 브라질의 아들 (2009)
- 백인 노예 이사우라 (1976)